# Дослідно-конструкторське бюро «Гідропрес»
ДКБ «Гідропрес» (рос. ОКБ Гидропресс) — російське державне дослідно-конструкторське бюро, Генеральний конструктор реакторних установок (РУ), розробник проєктно-конструкторської документації основного обладнання атомних реакторних установок як військового, так і цивільного призначення, зокрема, суднових реакторів для атомних підводних човнів і енергетичних реакторів типу ВВЕР.

## Історія

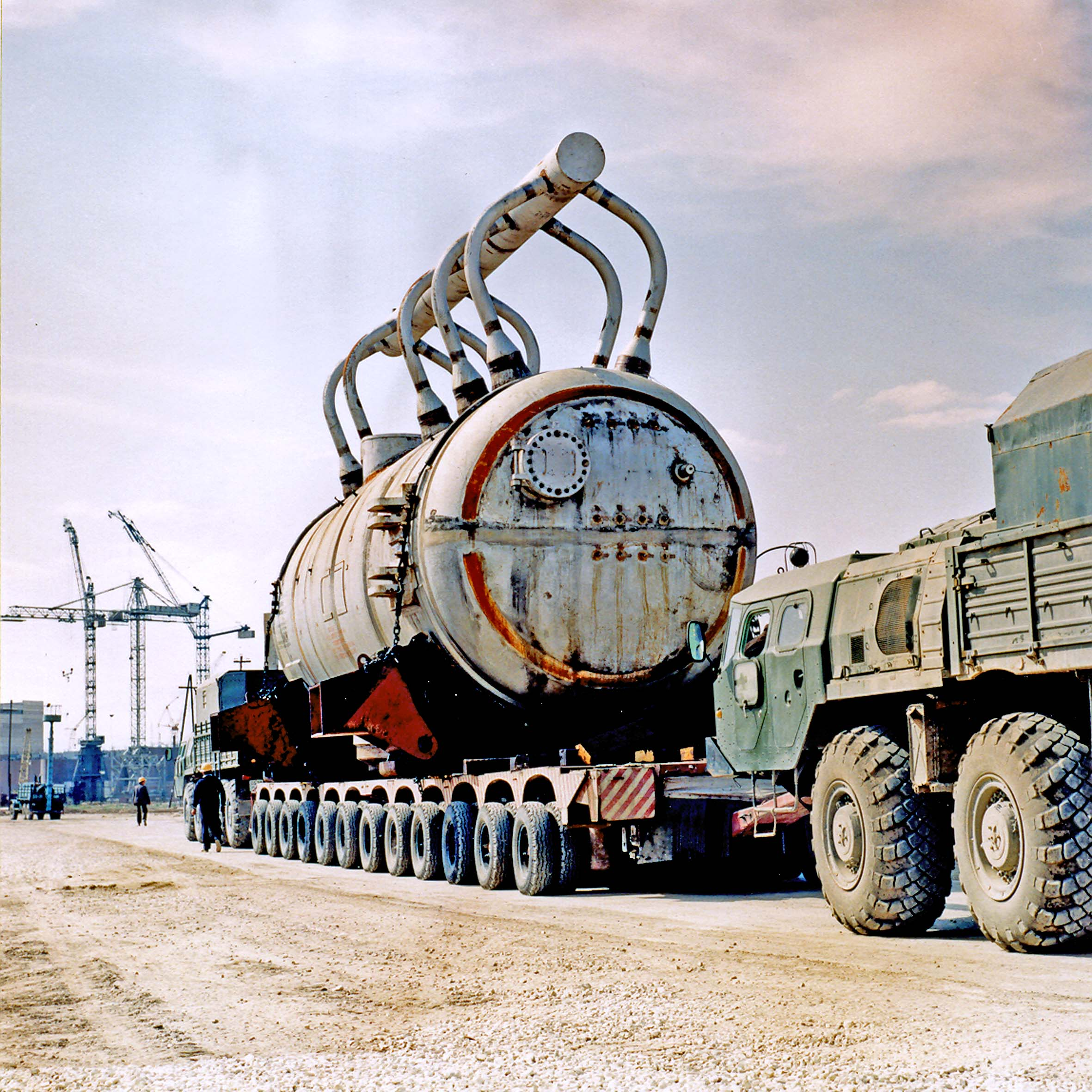
Парогенератор ПГВ-1000

ДКБ «Гідропрес» було створене Наказом по Народному комісаріату важкого машинобудування СРСР від 1 лютого 1946 року, відповідно до Постанови Ради Народних Комісарів СРСР від 28 січня 1946 року, в місті Подольську, Московської області (Росія).
В різні часи підпорядковувалося: Народному комісаріату важкого машинобудування СРСР, Міністерству середнього машинобудування СРСР (Мінсередмаш СРСР), Міністерству атомної енергетики і промисловості СРСР (МАЕП СРСР), Міністерству Російської Федерації з атомної енергії, Федеральному агентству з атомної енергії Росії, а з 2007 року державній корпорації з атомної енергії Росії — Росатому.
Гідропрес розпочало свою роботу з розробки проєктів та устаткування ряду дослідних реакторних установок (РУ), які були призначені для проведення дослідницьких випробувань в галузі використання атомної енергії.
Починаючи із 60-х років, було визначено кілька основних напрямків діяльності ДКБ «Гідропрес». Це розробка проєктів РУ зі свинцево-вісмутовим теплоносієм для атомних підводних човнів, з подальшим використанням цих проєктів для створення РУ малої потужності типу СВБР (свинцево-вісмутовий швидкий реактор) для створення атомних джерел електроенергії цивільного призначення, потужністю від 6 до 400 МВт-е. Розробка проєктів обладнання для РУ на швидких нейтронах з натрієвим теплоносієм. І ще один, чи не найголовніший напрямок — розробка проєктів обладнання РУ з водо-водяними енергетичними реакторами (ВВЕР) для АЕС.

## Санкції
5 лютого 2023 року президент України Володимир Зеленський ввів у дію рішення Ради національної безпеки та оборони щодо санкцій проти атомної галузі Росії терміном на 50 років. Зокрема, санкції були введені проти акціонерного товариства "Ордена Трудового Червоного Прапора і Ордена Праці ЧРСР дослідне конструкторське бюро "Гідропрес". Серед обмежень: припинення дії торгових угод, блокування активів, заборона будь-яких торгових операцій, анулювання ліцензій, заборона передання технологій, тощо.

## Продукція

Конструкція реактора ВВЕР-1000

За роки свого існування ДКБ «Гідропрес» розробив проєкти, по яких було виготовлено, змонтовано і введено в експлуатацію наступне обладнання:
- дослідний важководяний реактор в Інституті теоретичної та експериментальної фізики ім. А. І. Аліханова в місті Москва;
- дослідницький реактор МР в Інститут атомної енергії ім. І. В. Курчатова (м. Москва);
- парогенератор і теплообмінники для першої в світі АЕС у місті Обнінськ;
- парогенератори для промислових реакторів у містах Бішкек, Красноярськ і Томськ;
- реакторна установка з киплячим корпусним реактором ВК-50 і реактор на швидких нейтронах БОР-60 в Науково-дослідний інститут атомних реакторів (м. Димитровград);
- парогенеруючі установки з рідкометалічним теплоносієм для ряду транспортних установок;
- парогенератори і теплообмінники для АЕС з реактором БН-350 у місті Актау (Казахстан);
- парогенератори і теплообмінники для АЕС з реактором БН-600 на Білоярській АЕС).
- сепаратори пари для АЕС з реактором РБМК-1500 для Ігналінської АЕС, (Литва);
- Обладнання РУ типу ВВЕР: ВВЕР-210 (проєкт РУ: В-1), ВВЕР-365 (проєкт РУ: В-3), ВВЕР-440 (проєкти РУ: В-179, В-230, В-213, В-270), ВВЕР-1000 (проєкти РУ: В-187, В-302, В-320, В-338, В-428).

РУ типу ВВЕР (ВВЕР-440 і ВВЕР-1000), споруджені за проєктами ДКБ «Гідропрес», працюють на атомних станціях України, Болгарії, Вірменії, Ірану, Китаю, Росії, Словаччини, Угорщини, Фінляндії, Чехії. Згідно з програмою діяльності Держкорпорації «Росатом» на довгостроковий період (2009–2015 роки), ДКБ виконало певний обсяг робіт з розробки проєктів РУ великої потужності ВВЕР-1200 і ВВЕР-1500. Основними підприємствами, які виробляють обладнання за проєктами ДКБ, є: Іжорські заводи (м. Колпіно), Атоммаш (м. Волгодонськ), ŠKODA JS (Чехія), ЗіО-Подольск (м. Подольськ).

## Трудовий колектив
За виконання ряду проєктно-конструкторських розробок і впровадження в промислову експлуатацію РУ, трудовий колектив ДКБ «Гідропрес» був нагороджений орденом Трудового Червоного Прапора і орденом Праці Чехословаччини. Ряд співробітників ДКБ нагороджені урядовими нагородами, удостоєні звання лауреатів Ленінської та Державної премій, премій Ради Міністрів СРСР і уряду РФ. Багато співробітників підприємства має вчені ступені кандидатів і докторів технічних, математичних і економічних наук. Начальнику-головному конструктору ДКБ Стекольнікову Василю Васильовичу, який керував підприємством тридцять років (1962-1992), присвоєно звання «Герой Соціалістичної Праці».
За всю історію існування ДКБ «Гідропрес», з 1946 по 2013 роки, ним керували:
- Шолкович Б.М. — 1946-1954 рр.
- Агапов А.Т. — 1954-1958 рр.
- Брауде І.Є. — 1958-1962 рр.
- Стекольніков В. В. — 1962-1992 рр.
- Федоров В. Г. — 1992-1998 рр.
- Драгунов Ю. Г. — 1998-2007 рр.
- Рижов С. Б. — 2007-2011 рр.
- Джангобегов В. В. — 2012 р.